# Marty Fogel
Marty Fogel (* 8. März 1945 in Elizabeth, New Jersey) ist ein amerikanischer Fusionmusiker (Tenor- und Sopransaxophon, Klarinette, Komposition), der auch gegenüber Weltmusik, Rock- und Popmusik sowie Hard Bop stilistisch offen ist.

## Wirken
Fogel wuchs in einer musikalischen Familie auf; sein orthodoxer Vater sang synagogale Musik. Als er 1954 den Film Die Glenn Miller Story sah, packte ihn das Musikfieber. Mit zehn Jahren begann er, Klarinette zu spielen; im Alter von zwölf Jahren erhielt er Saxophonunterricht. Seit seinem 14. Lebensjahr trat er gelegentlich als Musiker auf. Nach seinem Studienabschluss in Musikpädagogik am Montclair State College 1967 beschloss Fogel, eine Karriere als Berufsmusiker einzuschlagen. Im Folgejahr wurde er Mitglied bei der Bluesrock-Band Pig Iron, die bei Columbia Records unter Vertrag stand.
Fogel war 1973 einer der Gründer der Everyman Band, in der er ab 1975 mit Lou Reed auftrat, neben David Torn an der Gitarre, Bruce Yaw am Bass und Michael Suchorsky am Schlagzeug aber auch verschiedentlich zwischen 1978 und 1984 Don Cherry begleitete. Zu den beiden Alben der Everyman Band bei ECM Records steuerte er mehrere Kompositionen bei; 1982 trat er mit dieser Formation auf den Berliner Jazztagen auf,
1989 erschien Fogels Debütalbum unter eigenem Namen Many Bobbing Heads at Once bei CMP Records, auf dem er mit David Torn an der Gitarre, Michael Shrieve am Schlagzeug und Dean Johnson am Bass arbeitete und einen noch lyrischeren und persönlicheren Gruppensound erzielte. Gleichzeitig wurden Fogels Kompositionen noch unorthodoxer, indem er Elemente aus Funk, Pop, Samba, afrikanische Musik, Reggae und Bebop einbezog und mischte. Fogel verband in seinem Spiel auf diesem Album Jazz-Tradition mit Idiomen der Avantgarde und Pop-Stereotypen auf eine lässige Weise. Weiterhin trat er auch mit Gerry Mulligan auf und tourte mit Parliament und mit James Taylor.
Dann kehrte er nach New Jersey zurück, wo er mit lokalen Gruppen spielte und als Musiklehrer tätig war. Zeitweise lehrte er als außerordentlichen Professor am Essex County Community College in Newark. In den letzten Jahren trat er, nachdem er 2017 mit seiner Frau nach Vermont gezogen war, auch mit Ray Vega und mit Dan Silverman auf. Er ist auch auf Alben von Lou Reed, David Torn, Nana Simopoulos, Diane Moser und Grover Kemble zu hören.